# Shogo Ichimaru
Shogo Ichimaru (一丸 尚伍, Ichimaru Shōgo, né le 4 janvier 1992 à Kitakyūshū) est un coureur cycliste japonais, spécialiste de la piste.

## Palmarès sur piste

### Championnats du monde
- Apeldoorn 2018
  - 9e de la poursuite par équipes[1]
- Pruszków 2019
  - 12e de la poursuite par équipe[2]

### Coupe du monde
- 2017-2018
  - 2e de la poursuite par équipes à Santiago

### Championnats d'Asie
- New Delhi 2013
  -  Médaillé d'argent de la poursuite par équipes
- Nakhon Ratchasima 2015
  -  Médaillé d'argent de la poursuite par équipes
- Izu 2016
  -  Médaillé d'argent de la poursuite par équipes
- Nilai 2018
  -  Champion d'Asie de poursuite par équipes (avec Ryo Chikatani, Shunsuke Imamura et Keitaro Sawada)
- Jakarta 2019
  -  Médaillé d'argent de la poursuite par équipes

### Jeux asiatiques
- Incheon 2014
  -  Médaillé de bronze de la poursuite par équipes
- Jakarta 2018
  -  Médaillé de bronze de la poursuite par équipes

### Championnats nationaux
- 2013
  - 2e du championnat du Japon de l'omnium
  - 3e du championnat du Japon de poursuite
- 2014
  - 2e du championnat du Japon du scratch
- 2015
  - 2e du championnat du Japon de l'omnium
- 2017
  -  Champion du Japon de l'américaine (avec Ryo Chikatani)
  - 3e du championnat du Japon de poursuite
  - 3e du championnat du Japon du scratch
- 2019
  - 3e du championnat du Japon du kilomètre